# Geschichte der Eisenbahn in Lettland
Die Geschichte der Eisenbahn in Lettland umfasst die Entwicklungen des Eisenbahnverkehrs auf dem Gebiet der heutigen Republik Lettland im 19. und 20. Jahrhundert.

## Entwicklung bis zum Ersten Weltkrieg
Die erste mit Lokomotiven betriebene Eisenbahn nahm auf dem Abschnitt Ostrow–Daugavpils der Petersburg-Warschauer Eisenbahn am 8. November 1860 den Verkehr auf. Der Verkehr auf der Gesamtstrecke begann 1862. In den Jahren 1874 bis 1877 wurde in Daugavpils ein Passagier- und Güterbahnhof errichtet. Das Gebäude galt Schmuckstück der Stadt, wurde im Ersten Weltkrieg beschädigt und 1938 abgerissen.
Nach 1866 wurden weitere Eisenbahnstrecken gebaut. Von einem lettischen Eisenbahnnetz kann man ab 1894 sprechen, als die einzelnen Bahnstrecken verbunden wurden und in Riga eine Eisenbahnverwaltung gegründet wurde.
Im Jahr 1913 waren 1546,7 Kilometer Bahnstrecke in Betrieb. Der Fuhrpark bestand aus 515 Dampflokomotiven, 13 864 Güterwagen und 819 Reisezugwagen.

## Zwischenkriegszeit
Nach dem Ersten Weltkrieg mangelte es der lettischen Eisenbahn an Fachpersonal und Schienenfahrzeugen. Der Fachkräftemangel wurde durch Fortbildung (zum Beispiel Sprachkurse) und Weltkriegsrückkehrer beseitigt. Die ersten Fahrzeuglieferungen kamen im Januar 1920 aus Deutschland und im März 1921 aus Sowjetrussland.
Die 1929 eröffnete, 164 km lange Bahnstrecke von Glūda (bei Jelgava) nach Liepāja war der erste Streckenneubau im unabhängigen Lettland.
Übersicht der Netzentwicklung:
| Spurweite | 1919    | 1928     | 1939    |
| --------- | ------- | -------- | ------- |
| 1524 mm   | 1183 km | 1648 km  | 2048 km |
| 1435 mm   | 0643 km | 0305 km  | 0306 km |
| 1000 mm   | 0049 km | 0049 km  | 0049 km |
| 0750 mm   | 0277 km | 0166 km* | 0514 km |
| 0600 mm   | 0611 km | 0474 km  | 0433 km |
| Gesamt    | 2763 km | 2642 km  | 3350 km |

* Ein Teil der 750-mm-Strecken wurde ab 1924 privatisiert und später wieder verstaatlicht.
1936 besaß die lettische Eisenbahn über 284 Dampflokomotiven, drei benzinbetriebene Triebwagen, 864 Reisezugwagen und 5643 Güterwagen.

## Zweiter Weltkrieg
Am 1. September 1940 wurde die lettische Eisenbahn als Teil der Eisenbahn der UdSSR mit dem Sitz der Verwaltung in Riga gegründet. In der Folge wurden das staatliche Unternehmen Latvijas Valsts Dzelzsceļi liquidiert und das leitende Personal ausgetauscht.
Am 28. Juli 1941 kam die Lettische Eisenbahn unter das Kommando des Reichskommissars für das Ostland. Die Eisenbahnen wurden anfangs von der Feldeisenbahndirektion (FBD) verwaltet. Später wurde auf dem Territorium Lettlands die Eisenbahndirektion EBD2 eingerichtet. Direktor während der deutschen Besetzung war Teodors Oskars Steinbergs.

## Lettische SSR
Unmittelbar nach dem Zweiten Weltkrieg wurde ab Oktober 1944 die lettische Eisenbahn unter Generaldirektor Andrei Worobjow neu aufgebaut (ab 1947: Generaldirektor Anatol Bondarenko). Die Verwaltung saß in Daugavpils. In der Nachkriegszeit widmeten sich alle Kräfte der schnelleren Wiederherstellung der Hauptstrecken: Riga – Daugavpils – Moskau, Krustpils – Zilupe, Riga – Valka, Riga – Jelgava – Liepaja und Jelgava – Kaunas. Der Rest der Eisenbahnlinien wurde anschließend bis 1952 aufgebaut. 1950 begann die Elektrifizierung.
Das lettische Riga war Verwaltungssitz der 1963 gegründeten Baltischen Eisenbahn (lettisch Baltijas dzelzceļa pārvaldē), einer Eisenbahndirektion der Sowetskije schelesnyje dorogi. Die baltische Eisenbahn war für die Eisenbahn in den drei baltischen Sowjetrepubliken, im Oblast Kaliningrad und der Eisenbahn um Pytalowo zuständig. Nach Auflösung der Sowjetunion und damit der Baltischen Eisenbahn wurde am 1. Januar 1992 die lettische Eisenbahn Latvijas dzelzceļš als eigenständiges Unternehmen gegründet.
In der zweiten Hälfte der 1990er Jahre wurde auf mehreren Strecken der Zugverkehr eingestellt, so zum Beispiel Ventspils–Liepaja, Kārsava–Daugavpils–Eglaine, Aloja–Epiki, Jelgava–Meitene, Liepaja–Vainode und Jelgava–Tukums.